# Кулидж, Грейс
Грейс Анна Гудхью Кулидж (англ. Grace Anna Goodhue Coolidge, 3 января 1879 — 8 июля 1957) — супруга 30-го президента США Калвина Кулиджа, первая леди США с 1923 по 1929 год.

## Биография
Родилась в Берлингтоне, Вермонт, в семье Эндрю Иссаклера Гудхью (англ. Andrew Issaclar Goodhue, 1848—1923), инженер-механика и инспектора пароходов, и Лемиры Барретт Гудхью (англ. Lemira Barrett Goodhue, 1849—1929). В 1902 году Грейс окончила Вермонтский университет, где она была основателем и главой женского клуба «Пи-Бета-Фи». Затем она присоединилась к факультету «Школы Кларка для глухонемых» в Нортгемптоне, Массачусетс, как инструктор чтения по губам.
В один из дней 1903 года, поливая цветы, в окне она увидела бреющегося Джона Кулиджа в нижнем белье и шляпе. Через некоторое время они познакомились. Бодрость и очарование Грейс прекрасно дополняло сдержанность Кулиджа. Летом 1905 года Кулидж сделал ей предложение. Свадьба состоялась 4 октября 1905 года.
У супругов Кулидж было два сына:
- Джон Кулидж[англ.] (7 сентября 1906 — 31 мая 2000) — исполнительный директор железнодорожной компании
- Калвин Кулидж (1908 — 7 июля 1924), умер от сепсиса

В 1926 году президенту Кулиджу и его супруге прислали самку енота-полоскуна для обеда на День благодарения, но они решили сделать енота своим домашним животным и дали ей имя Ребекка, енот жил в Белом доме. После окончания президентского срока Кулиджа Ребекка была передана в зоопарк в Вашингтоне, но не смогла там адаптироваться и вскоре умерла. Также у Грейс Кулидж была собака колли по кличке Роб Рой и несколько канареек.

## Смерть
Грейс Кулидж скончалась 8 июля 1957 года в возрасте 78 лет. Похоронена рядом с мужем в Плимуте, Вермонт.